# 岩宿文化賞
岩宿文化賞（いわじゅくぶんかしょう）は、群馬県みどり市が主催し、読売新聞社が後援する賞。本項では、岩宿文化研究奨励賞についても記載する。

## 概要

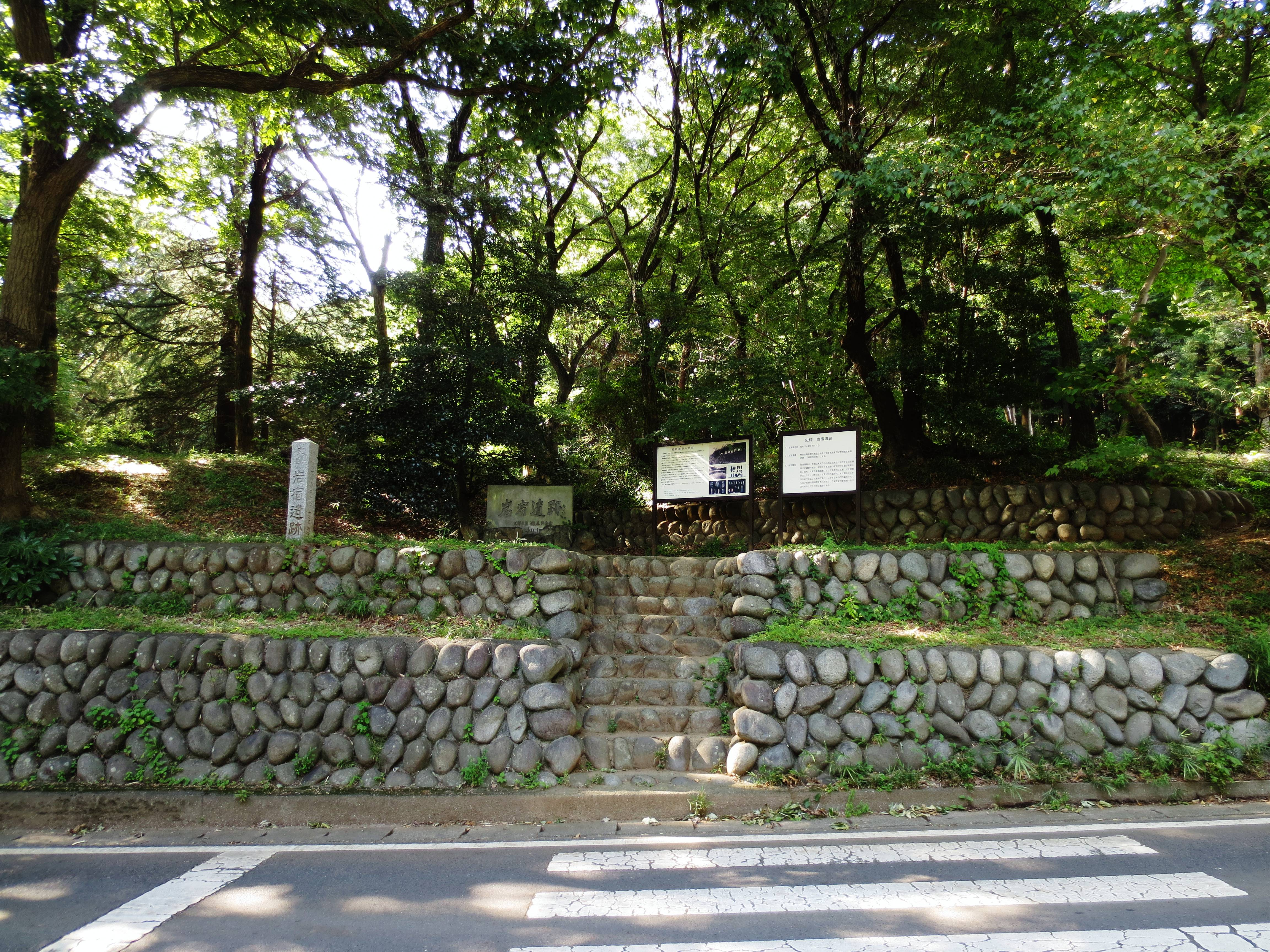
史跡・岩宿遺跡

みどり市笠懸町阿左美にある旧石器時代の遺跡「岩宿遺跡」の発見と発掘を記念し、ふるさと創生事業の一環として、1992年に創設された。
旧石器時代（岩宿時代）の文化研究に功績のあった研究者・研究団体を対象とした「岩宿文化賞」、一般の考古学愛好者・愛好団体らを対象とした「岩宿文化研究奨励賞・一般部門」（1996年より新設）、小中高校生を対象とした「岩宿文化研究奨励賞・学生部門」（2003年より新設、将来岩宿文化賞の本賞を目指してくれる子どもたちが育つことを期待し設けられた  ）から成る。副賞は岩宿文化賞にトロフィー及び賞金50万円、岩宿文化研究奨励賞に賞金20万円、岩宿文化研究奨励賞・学生部門に全国共通図書カード1万円分が贈られる。授賞式は、みどり市立笠懸公民館・交流ホールで行われ、受賞者によるシンポジウムも併催される。
選考委員会は、みどり市の関係者、日本考古学協会役職関係者、東日本在住の学識経験者、西日本在住の学識経験者により構成される。委員の任期は、原則として1年である。
2011・2012年は経費削減を理由に開催を中止した。

## 受賞者
※所属・肩書は受賞当時のもの。人物名の漢字表記は群馬県みどり市公式ウェブサイトによる。

### 岩宿文化賞
| 岩宿文化賞受賞者 | 岩宿文化賞受賞者 | 岩宿文化賞受賞者                         |
| 回               | 年               | 氏名・団体名                             |
| ---------------- | ---------------- | ---------------------------------------- |
| 1                | 1992年           | 松藤和人（同志社大学）                   |
| 2                | 1993年           | 安蒜政雄（明治大学）                     |
| 3                | 1994年           | 白石浩之（愛知学院大学）                 |
| 4                | 1995年           | 織笠昭（東海大学）                       |
| 5                | 1996年           | 稲田孝司（岡山大学）                     |
| 6                | 1997年           | 鈴木忠司（京都文化財団）                 |
| 7                | 1998年           | 木村英明（札幌大学）                     |
| 8                | 1999年           | 佐藤宏之（東京大学大学院）               |
| 9                | 2000年           | 柳田俊雄（東北大学）                     |
| 10               | 2001年           | 小野昭（東京都立大学 (1949-2011)）       |
| 11               | 2002年           | 鈴木次郎（神奈川県教育委員会）           |
| 12               | 2003年           | 萩原博文（平戸市教育委員会）             |
| 13               | 2004年           | 藤野次史（広島大学）                     |
| 14               | 2005年           | 小田静夫（東京大学総合博物館協力研究員） |
| 15               | 2006年           | 小畑弘己（熊本大学法文学部助教授）       |
| 16               | 2007年           | 堤隆（浅間縄文ミュージアム）             |
| 17               | 2008年           | 諏訪間順（小田原市教育委員会）           |
| 18               | 2009年           | 木崎康弘（熊本県教育委員会）             |
| 19               | 2010年           | 比田井民子（東京都埋蔵文化財センター）   |

### 岩宿文化研究奨励賞・一般部門
| 岩宿文化研究奨励賞・一般部門受賞者 | 岩宿文化研究奨励賞・一般部門受賞者 | 岩宿文化研究奨励賞・一般部門受賞者   |
| 回                                 | 年                                 | 氏名・団体名                         |
| ---------------------------------- | ---------------------------------- | ------------------------------------ |
| 1                                  | 1996年                             | 出雲旧石器研究会                     |
| 2                                  | 1997年                             | 該当者なし                           |
| 3                                  | 1998年                             | 八ヶ岳旧石器研究グループ             |
| 4                                  | 1999年                             | 東北日本の旧石器文化を語る会         |
| 5                                  | 2000年                             | 該当者なし                           |
| 6                                  | 2001年                             | 中村由克（野尻湖ナウマンゾウ博物館） |
| 7                                  | 2002年                             | 該当者なし                           |
| 8                                  | 2003年                             | 該当者なし                           |
| 9                                  | 2004年                             | 該当者なし                           |
| 10                                 | 2005年                             | 該当者なし                           |
| 11                                 | 2006年                             | 該当者なし                           |
| 12                                 | 2007年                             | 該当者なし                           |
| 13                                 | 2008年                             | 該当者なし                           |
| 14                                 | 2009年                             | 該当者なし                           |
| 15                                 | 2010年                             | 該当者なし                           |

### 岩宿文化研究奨励賞・学生部門
| 岩宿文化研究奨励賞・学生部門各賞受賞者 | 岩宿文化研究奨励賞・学生部門各賞受賞者 | 岩宿文化研究奨励賞・学生部門各賞受賞者 |
| 回                                     | 年                                     | 氏名・団体名 |
| -------------------------------------- | -------------------------------------- | --- |
| 1                                      | 2003年                                 | 笠懸町立笠懸東小学校6年生 |
| 2                                      | 2004年                                 | 並木雅樹（小学生部門優秀研究賞） 石原里恵（中学生部門優秀研究賞） 岩宿探検隊（ユニーク研究賞） |
| 3                                      | 2005年                                 | 並木優二（小学生部門優秀研究賞） 石内友里（ユニーク研究賞） |
| 4                                      | 2006年                                 | 稲垣杏奈・周藤礼紗（小学生部門優秀研究賞） みどり市立笠懸小学校6年生（ユニーク研究賞） |
| 5                                      | 2007年                                 | 髙田莉沙（小学生部門優秀研究賞） 石内由里（中学生部門優秀研究賞） 新井舞子・藤沢美乃梨・小林桃花・飯塚小雪、池田真理・山口真生（ユニーク研究賞） |
| 6                                      | 2008年                                 | 石内絵梨（小学生部門優秀研究賞） 髙田莉沙・斎藤涼子・佐々木美優・長田佳那・星野侑汰・山内萌佳（中学生部門優秀研究賞） 赤津佑香・樋口あきえ（ユニーク研究賞） |
| 7                                      | 2009年                                 | 須藤翔太・忍田煕佳（小学生部門優秀研究賞） 石内絵梨（中学生部門優秀研究賞） 斎藤彩子・斎藤涼子（高校生部門優秀研究賞） 関口貴久（ユニーク研究賞） |
| 8                                      | 2010年                                 | 小池岳人（小学生部門優秀研究賞） 関口貴久（中学生部門優秀研究賞） 高田茉依（ユニーク研究賞） |
| 9                                      | 2011年                                 | 高田茉依（小学生部門優秀研究賞） 石内絵梨（中学生部門優秀研究賞） 大島裕貴（ユニーク研究賞） |
| 10                                     | 2012年                                 | 石内健太郎(小学生部門優秀研究賞） 忍田熙佳 （中学生部門優秀研究賞） 山路洸太·中野雄大·神山璃央·新井雅也·若月大和·淵上日出希（グループ） （ユニーク研究賞） |
| 11                                     | 2013年                                 | 赤羽優乃香 (小学生部門優秀研究賞） 髙田茉依(中学生部門優秀研究賞） 関口貴久(高校生部門優秀研究賞） 鈴木康太(ユニーク研究賞） 大島由理佳、柴崎葵、萩原聖、石内健太郎、柿沼みる姫、柳澤拓斗、萩谷結、 田谷野胡桃·草野遥香（グループ）金子愛美·金子夢空（グループ）住吉紀央華·大出優希·小池萌花（グループ）(努力賞) |
| 12                                     | 2014年                                 | 金子愛美(小学生部門優秀研究賞） 石内佑佳 （中学生部門優秀研究賞） 米川英律希（ユニーク研究賞） 田谷野胡桃、森内智紀、赤羽優乃香、赤羽泰地、 綿貫大樹、柳澤太一、鈴木康太、 町田華奈子、佐藤礼奈、品川瑞華、萩谷結·萩谷文（グループ）（努力賞）                                                                   |
| 13                                     | 2015年                                 | 赤羽泰地 (小学生部門優秀研究賞） 高橋さくら(中学生部門優秀研究賞） 品川瑞華(ユニーク研究賞） 當山葵、小林真由子、下山このみ、高橋萌々、 遠坂ふみ、金子愛美、金子夢空、 萩谷結·萩谷文（グループ）、懸川怜、岩脇修冴 (努力賞）                                                                                     |
| 14                                     | 2016年                                 | 赤羽泰地(小学生部門優秀研究賞） 志賀大哲(中学生部門優秀研究賞） 森田美来、萩谷結·萩谷文（グループ）（ユニーク研究賞 ） 金子夢空、久保田りか、岩野一葉、 鈴木日愛、設樂咲良、畑澤実玖、越沢鈴奈、 森田頼人·莉史（グループ）、細井美佑、小枝里桜 （努力賞）                                                        |
| 15                                     | 2017年                                 | 大向悠斗、須永琉翔 (小学生部門優秀研究賞） 高橋秀太朗（中学生部門優秀研究賞） 畑澤実玖（ユニーク研究賞） 今井智尋、山田英嵩、金子夢空、飯塚蒼、足立珠莉、 星野大翔、赤石祐樹、深澤はるの、市川嘉也、島田静樹·後藤裕希·關来実（グループ）(努力賞)                                                                 |
| 16                                     | 2018年                                 | 畑澤実玖、大沢俊之亮(小学生部門優秀研究賞) 住谷明李咲（中学生部門優秀研究賞) 田中文乃（ユニーク研究賞) 高草木郁、松島穂波、星野慎太郎、関口心乃、大向悠斗、 大野愛理、長沼文佳、高橋秀太朗、栗原歩希、 吉田葉南、高橋海成、山口莉奈、小林大恭、八木陸斗（グループ）(努力賞)                                      |